# Nikulás saga leikara
Nikulás saga leikara es una de las sagas caballerescas escrita en nórdico antiguo de la que no se conservan copias de la Edad Media, pero que parece alguna vez fue parte del compendio fragmentario Stockholm, Royal Library, Perg. fol. nr 7. La saga aparece en unos sesenta manuscritos postmedievales, y dos recensiones principales. Al igual que Nítíða saga, también se puede considerar una saga en diálogo abierto con los géneros nupciales y rey-doncella típicas de las sagas caballerescas, como respuesta a textos que retratan a mujeres en papeles negativos como aparecen en Klári saga. De hecho Nikulás saga leikara y Nítíða saga parece que fueron transmitidas de forma conjunta, ya que Nikulás saga leikara aparece en los manuscritos de Nítíða saga más que cualquier otra fuente. Si bien la transmisión posmedieval común no significa necesariamente que los textos apareados se influenciaron entre sí y lo contrario podría ser el caso, en el que los textos se emparejan en manuscritos debido a sus similitudes.

## Trama
Es la historia de Nikulás, rey de Hungría. Su padre adoptivo, jarl Svívari, lo convence de que deje de jugar con la magia e intente ganar el corazón de la Princesa Dorma de Constantinopla. Svívari hace un compromiso secreto con Dorma en contra a los deseos de su padre. Nikulás luego viaja a Constantinopla, donde se hace pasar por comerciante en la corte bizantina. Nikulás se encuentra con Dorma en secreto, y la pareja escapa de Constantinopla. Los mercenarios escandinavos de Valdimar capturan a Dorma empleando magia, pero Nikulás vuelve a capturar a su novia, también usando magia. La batalla final queda excluida por el asesinato accidental de Valdimar en manos de sus propios mercenarios. Valdimar acepta a Nikulás, y Nikulás se convierte en rey de Constantinopla tras la muerte de Valdimar.